# Новгородская набережная
Новгоро́дская на́бережная — набережная реки Тверцы в Торжке. Проходит на юг по правому берегу от пешеходного моста у площади 9 Января до границы города. Сквозного прохода и проезда по набережной нет, состоит из нескольких отдельных участков. Сохраняет историческую застройку XVIII—XIX вв.

## История
До Октябрьской революции части набережной носили разные названия: Соборная набережная, Монастырская набережная, Воскресенская набережная, Вознесенская набережная. Соборная набережная называлась по главному в городе Спасо-Преображенскому собору и проходила от него до вала Новоторжского кремля. Монастырская набережная шла под стеной Борисоглебского монастыря и называлась по нему. Воскресенская набережная называлась по располагавшейся над ней Воскресенской церкви, а Вознесенская — по Старо-Вознесенской, сейчас более известной как Тихвинская.
В 1930 году объединённая набережная была названа Новгородской по Великому Новгороду, в память о том, что Торжок относился к Новгородской земле. В 1957 году набережная была продлена — в её состав был включён участок под Грузинской улицей, называвшейся ранее Грузинской набережной (ранее Вознесенской набережной).

## Примечательные здания и сооружения
- № 1 — жилой дом усадьбы, кoн. XVIII — нaч. XIX вв., объект культурного наследия регионального значения.
- № 3, 4 — усадьба князя А. В. Долгорукова, известного исследователя старины[2] (главный дом, флигель, ворота), кoн. XVIII — нaч. XIX вв., 2-я пoл. XIX в., объект культурного наследия федерального значения.
- № 6 — снесённый дом С. Г. Бителева, 1842 год, выявленный объект культурного наследия.
- № 9 — снесённый жилой дом, 1-я пoл. XIX в., объект культурного наследия регионального значения.
- № 19 — жилой дом, 1-я пoл. XIX в., объект культурного наследия регионального значения.